# Phonochorion satunini
Phonochorion satunini är en insektsart som beskrevs av Boris Petrovich Uvarov 1916. Phonochorion satunini ingår i släktet Phonochorion och familjen vårtbitare. Inga underarter finns listade i Catalogue of Life.